# Église Saint-Martin de Fresne-l'Archevêque
L'église Saint-Martin est une église catholique située à Frenelles-en-Vexin en France.

## Localisation
L'église est située dans le département français de l'Eure dans le bourg de la commune de Frenelles-en-Vexin, dans l'ancienne commune de Fresne-l'Archevêque. La commune actuelle est née le 1er janvier 2019.

## Historique
L'édifice actuel est daté du début du XIIIe siècle.
Le porche date du XVIIIe siècle et la sacristie du milieu du XIXe siècle.
L'édifice est inscrit au titre des monuments historiques le 24 janvier 1927.